# Caseyville (Illinois)
Caseyville es una villa ubicada en el condado de St. Clair en el estado estadounidense de Illinois. En el Censo de 2010 tenía una población de 4245 habitantes y una densidad poblacional de 228,72 personas por km².

## Geografía
Caseyville se encuentra ubicada en las coordenadas 38°37′50″N 90°2′3″O / 38.63056, -90.03417. Según la Oficina del Censo de los Estados Unidos, Caseyville tiene una superficie total de 18.56 km², de la cual 18.15 km² corresponden a tierra firme y (2.2%) 0.41 km² es agua.

## Demografía
Según el censo de 2010, había 4245 personas residiendo en Caseyville. La densidad de población era de 228,72 hab./km². De los 4245 habitantes, Caseyville estaba compuesto por el 84.31% blancos, el 9.82% eran afroamericanos, el 0.49% eran amerindios, el 0.49% eran asiáticos, el 0.07% eran isleños del Pacífico, el 2.73% eran de otras razas y el 2.07% pertenecían a dos o más razas. Del total de la población el 9.19% eran hispanos o latinos de cualquier raza.